# 134
134. је била проста година.

## Догађаји
- У Риму је донет закон којим се побољшава судбина слободних радника.
- Аријан, римски гувернер Кападокије, одбија напад Алана, номадског племена из југоисточне Русије.
- Лето – Секст Јулије Север, римски гувернер Јудеје, почиње кампању против јеврејских побуњеничких упоришта у планинама.
- Римљани поново заузимају Јерусалим. У великој мери уништени град је преименован у Елија Капитолина.